# Andre Begemann
Andre Begemann (ur. 12 lipca 1984 w Lemgo) – niemiecki tenisista, reprezentant kraju w Pucharze Davisa.

## Kariera tenisowa
Jako zawodowiec Begemann startuje od 2008 roku.
W grze podwójnej, oprócz zwycięstw w turniejach kategorii ATP Challenger Tour, wygrał 4 imprezy rangi ATP Tour z 11 rozegranych finałów.
W 2014 roku zadebiutował w reprezentacji Niemiec w Pucharze Davisa.
W rankingu gry pojedynczej Begemann najwyżej był na 166. miejscu (5 lipca 2010), a w klasyfikacji gry podwójnej na 36. pozycji (11 maja 2016).

### Finały w turniejach ATP Tour
| Legenda                                      |
| -------------------------------------------- |
| Wielki Szlem                                 |
| Igrzyska olimpijskie                         |
| Tennis Masters Cup / ATP Finals              |
| ATP Masters Series / ATP Tour Masters 1000   |
| ATP International Series Gold / ATP Tour 500 |
| ATP International Series / ATP Tour 250      |

#### Gra podwójna (4–7)
| Końcowy wynik | Nr | Data                 | Turniej          | Nawierzchnia  | Partner         | Przeciwnicy                           | Wynik finału      |
| ------------- | -- | -------------------- | ---------------- | ------------- | --------------- | ------------------------------------- | ----------------- |
| Zwycięzca     | 1. | 21 października 2012 | Wiedeń           | Twarda (hala) | Martin Emmrich  | Julian Knowle Filip Polášek           | 6:4, 3:6, 10–4    |
| Finalista     | 1. | 6 stycznia 2013      | Ćennaj           | Twarda        | Martin Emmrich  | Benoît Paire Stan Wawrinka            | 2:6, 1:6          |
| Zwycięzca     | 2. | 25 maja 2013         | Düsseldorf       | Ceglana       | Martin Emmrich  | Treat Huey Dominic Inglot             | 7:5, 6:2          |
| Finalista     | 2. | 22 czerwca 2013      | 's-Hertogenbosch | Trawiasta     | Martin Emmrich  | Maks Mirny Horia Tecău                | 3:6, 6:7(4)       |
| Zwycięzca     | 3. | 15 czerwca 2014      | Halle            | Trawiasta     | Julian Knowle   | Marco Chiudinelli Roger Federer       | 1:6, 7:5, 12–10   |
| Zwycięzca     | 4. | 27 lipca 2014        | Gstaad           | Ceglana       | Robin Haase     | Rameez Junaid Michal Mertiňák         | 6:3, 6:4          |
| Finalista     | 3. | 19 października 2014 | Wiedeń           | Twarda (hala) | Julian Knowle   | Jürgen Melzer Philipp Petzschner      | 6:7(6), 6:4, 7–10 |
| Finalista     | 4. | 27 sierpnia 2016     | Winston-Salem    | Twarda        | Leander Paes    | Guillermo García-López Henri Kontinen | 6:4, 6:7(6), 8–10 |
| Finalista     | 5. | 25 września 2016     | Petersburg       | Twarda (hala) | Leander Paes    | Dominic Inglot Henri Kontinen         | 6:4, 3:6, 10–12   |
| Finalista     | 6. | 15 kwietnia 2018     | Houston          | Ceglana       | Antonio Šančić  | Maks Mirny Philipp Oswald             | 7:6(2), 4:6, 9–11 |
| Finalista     | 7. | 18 lipca 2021        | Båstad           | Ceglana       | Albano Olivetti | Sander Arends David Pel               | 4:6, 2:6          |